# Saetía

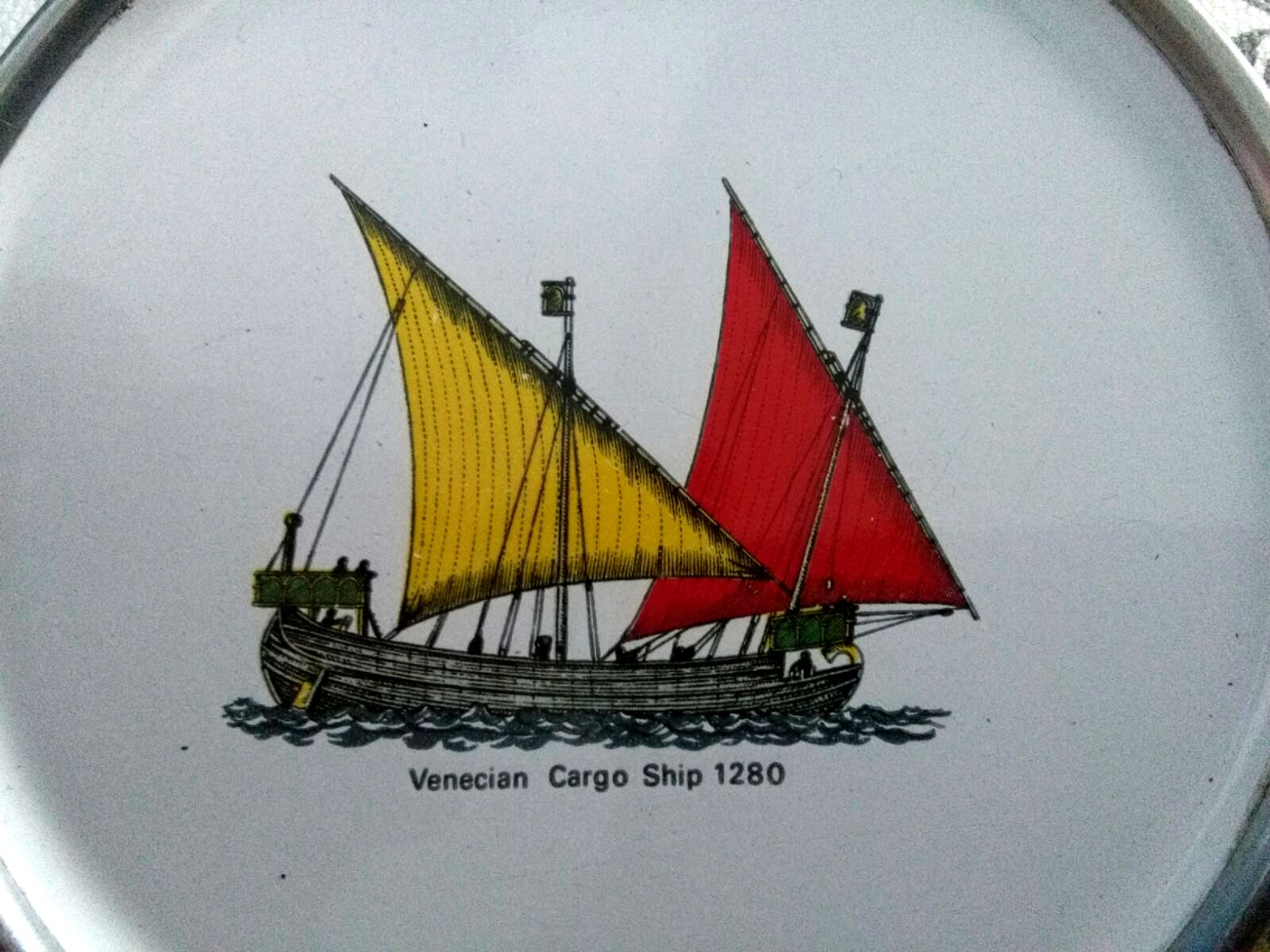
Barco veneciano de 1287 tomado de Barkozi - Foto tomada de un plato de cerámica coloreada del siglo XIX

La saetía era una embarcación de vela latina usada principalmente en el mar Mediterráneo desde la época medieval hasta el siglo XVIII.
Era un tipo de galera, pero con mayor tonelaje que la galeota. Tenía un solo puente con dos cubiertas y dos o tres mástiles. Contaba con doce a veinte remos por banda, con un peso de entre 100 y 300 toneladas. Poseía 2 cañones agalerados tanto en proa como en popa y 8 cañones pedreros de 25 quintales por banda.
La saetía se utilizaba principalmente para la guerra del corso y el transporte de mercancías y gracias a su velocidad se convirtió en el bajel pirata por excelencia.
Se tiene constancia de que en los años 1766 y 1779 las saetías catalanas San Juan Bautista y Santa Teresa participaron en enfrentamientos con barcos corsos argelinos.
La saetía Catalana acompañó al navío de la Armada española Magnánimo en su viaje al puerto uruguayo de Maldonado, donde arribaron el 12 de diciembre de 1764.